# Amanita nothofagi
Amanita nothofagi är en svampart som beskrevs av G. Stev. 1962. Amanita nothofagi ingår i släktet flugsvampar och familjen Amanitaceae.   Inga underarter finns listade i Catalogue of Life.